# Kazalnica (Ciemniak)

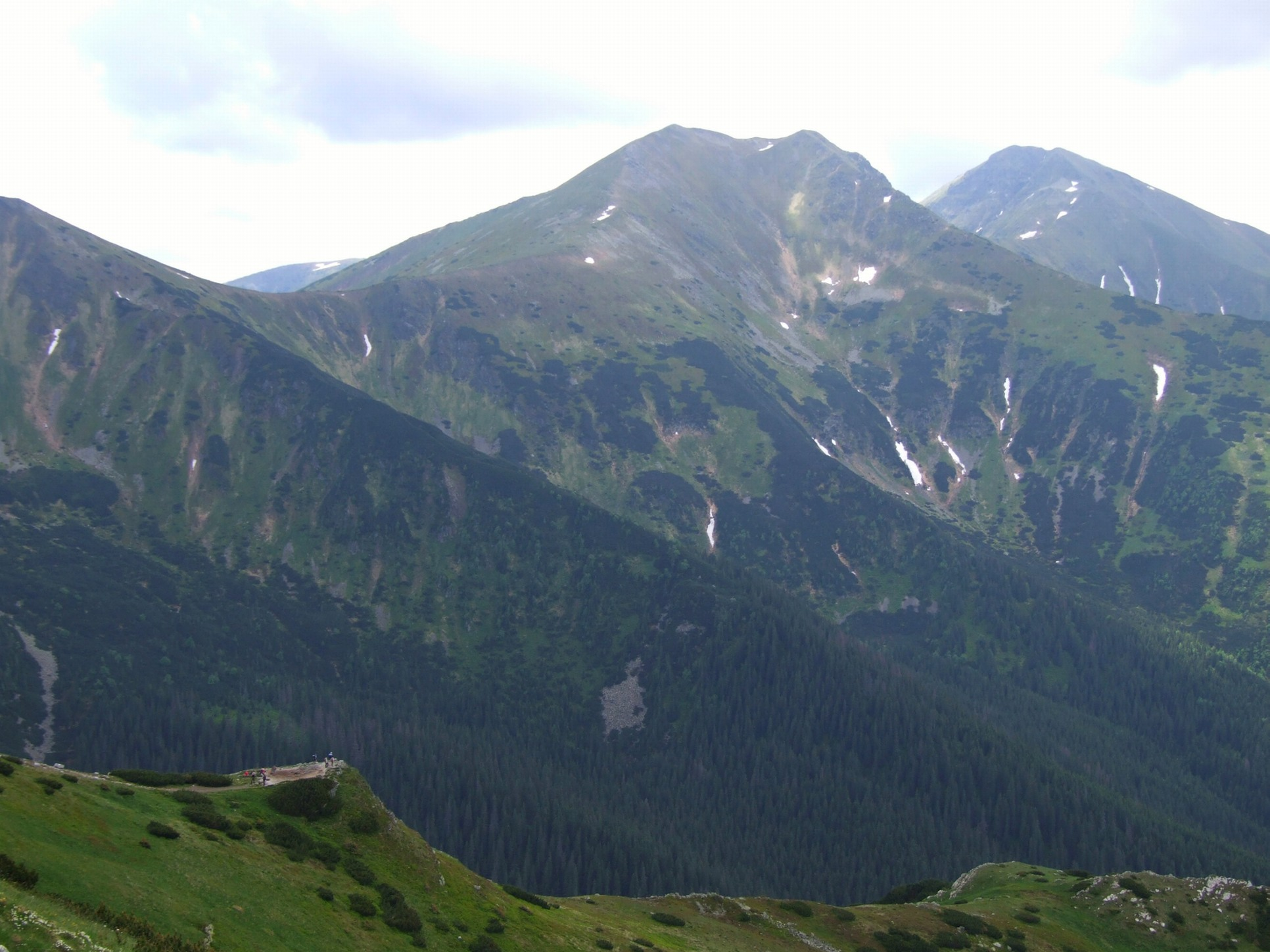
U dołu Tomanowy Grzbiet i Kazalnica. U góry Smreczyński Wierch i Kamienista

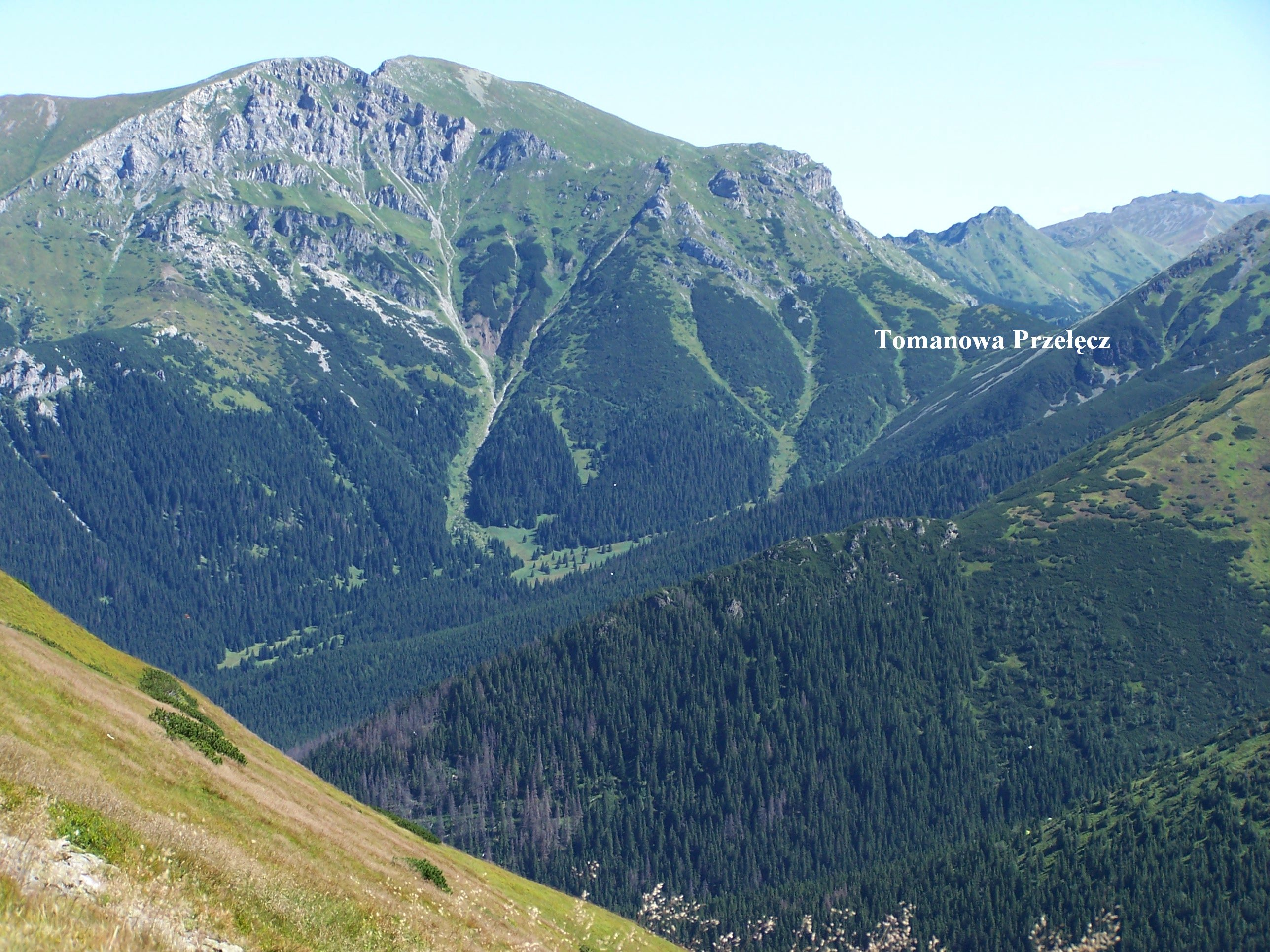
Widok na Ciemniak z Ornaku, Kazalnica na lewo poniżej wierzchołka

Kazalnica – stromo podcięta skała w Tatrach Zachodnich na zachodnich zboczach Ciemniaka opadających do Doliny Kościeliskiej. Stanowi ona część Tomanowego Grzbietu rozdzielającego Dolinę Tomanową od Wąwozu Kraków. Kazalnica wznosi się ponad górnym końcem tego wąwozu (Kamienne Tomanowe). Zbudowana jest z wapieni i dolomitów. W jej pobliżu znajdują się otwory wlotowe do jaskiń: Grota w Rzędach, Okno nad Tomanową, Szczelina przy Tomanowym Okapie, Jaskinia Zawaliskowa Tomanowa, Szczelina w Tomanowym Grzbiecie I, Szczelina w Tomanowym Grzbiecie III, Szczelina w Tomanowym Grzbiecie IV, Szczelina w Tomanowym Grzbiecie V, Szczelina w Tomanowym Grzbiecie VI, Mała Szczelina w Tomanowym Grzbiecie, Dziura pod Zawaliskiem i Dziura nad Zawaliskiem. Bogata flora roślin wapieniolubnych.
Dobry punkt widokowy, na którym często zatrzymują się turyści. Nazwa pochodzi od tego, że wznosząca się ponad otoczeniem skała o stromo podciętej ścianie przypominała góralom kazalnicę w kościele. Jest to dość rozpowszechniona nazwa – w Tatrach jest kilka turni lub ścian skalnych o tej nazwie.

## Szlaki turystyczne
schronisko PTTK na Hali Ornak – Dolina Tomanowa – Czerwony Żleb – Kazalnica – Chuda Przełączka